# Tephrina cogitata
Tephrina cogitata är en fjärilsart som beskrevs av Walker 1862. Tephrina cogitata ingår i släktet Tephrina och familjen mätare. Inga underarter finns listade i Catalogue of Life.